# Anna von Braunschweig

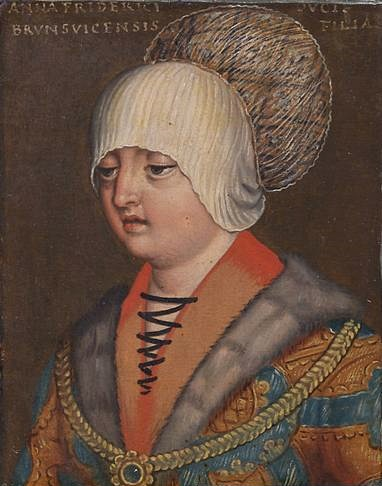
Anna von Braunschweig († 1432)

Anna von Braunschweig (* um 1390 in Braunschweig; † 10. August 1432 in Innsbruck) war die zweite Ehefrau von Herzog Friedrich IV. von Österreich.
Sie stammte aus einer der ersten Familien des Heiligen Römischen Reichs. Ihre Eltern waren Herzog Friedrich I. von Braunschweig-Lüneburg aus dem Haus der Welfen (nach der Absetzung von König Wenzel IV. durch die rheinischen Kurfürsten galt er bei den Verhandlungen zur Königswahl Ende Mai 1400 in Frankfurt als Kandidat für dessen Nachfolge) und Herzogin Anna von Sachsen aus dem Haus der Askanier.
1410 wurde Anna mit Herzog Friedrich IV. von Österreich verheiratet, die Ehe war nach dem Tod von dessen erster Ehefrau Elisabeth von deren Vater König Ruprecht vermittelt worden.
Während ihrer Ehe hielt die Herzogin gute Kontakte mit ihrer Familie. Im April 1421 traf sie sich in Ensisheim mit ihrer Mutter. 1425 hielt sich ihre Schwester Katharina einige Zeit in Tirol auf. In den Jahren 1430, 1431 und 1432 wurde sie von ihrem Cousin Herzog Wilhelm I. von Braunschweig-Lüneburg (Calenberg) besucht.
In den ersten Jahren ihrer Ehe sind keine politischen Aktivitäten nachgewiesen. Im Juni 1414 war die Herzogin vorübergehend in Konstanz, wo sie sich persönlich, wenn auch erfolglos für ihren Mann beim König einsetzte. Nach ihrer Rückkehr nach Tirol hielt sie sich bis Anfang 1417 ausschließlich im südlichen Tirol (meistens in Kaltern), ehemals im Besitz Heinrichs von Rottenburg auf.
Zwischen 1418 und 1427/28 kümmerte sich Herzogin Anna wiederholt um politische Angelegenheiten. Im Frühjahr 1419 schaltete sie sich zum Beispiel in die Kämpfe mit dem Bischof von Trient ein und vermittelte im Namen Friedrichs, der zu dieser Zeit in die innerösterreichischen Länder gereist war, einen vorübergehenden Waffenstillstand. Von Sommer 1419 bis Herbst 1421 tätigte sie als seine Vertreterin zusammen mit einigen Räten in den vorderen Landen (Elsass, Schwaben) Verkäufe, Verpfändungen, Verleihungen, Stiftungen und andere politische Aktivitäten.
Aus ihrer Ehe mit Friedrich hatte sie zwei Töchter und zwei Söhne.
1. Margarethe (1423 – 9. Juni 1424)
2. Hedwig (1424 – 21. Februar 1427 oder 1432[7])
3. Wolfgang (* / † 16. Februar 1426)
4. Sigmund der Münzreiche (1427–1496), (Erz-)Herzog von Österreich, gefürsteter Graf von Tirol etc.

Obwohl ihr erstes Kind nach mehr als 12 Ehejahren geboren wurde, gibt es keine Hinweise, dass es deshalb in ihrer Ehe ernsthafte Verstimmungen gegeben hätte.
Herzogin Anna wurde nach ihrem Tod in der Friedrichsgruft des Stiftes Stams beigesetzt.